# Камден (Іллінойс)
Камден (англ. Camden) — селище (англ. village) в США, в окрузі Скайлер штату Іллінойс. Населення — 62 особи (2020).

## Географія
Камден розташований за координатами 40°9′10″ пн. ш. 90°46′24″ зх. д. / 40.15278° пн. ш. 90.77333° зх. д. (40.152829, -90.773324).  За даними Бюро перепису населення США в 2010 році селище мало площу 1,97 км², уся площа — суходіл.

## Демографія
Згідно з переписом 2010 року, у селищі мешкало 86 осіб у 40 домогосподарствах у складі 23 родин. Густота населення становила 44 особи/км².  Було 50 помешкань (25/км²).
Расовий склад населення:
| - 98,8 % — білих - 1,2 % — корінних американців |

До двох чи більше рас належало 0,0 %. Частка іспаномовних становила 0,0 % від усіх жителів.
За віковим діапазоном населення розподілялося таким чином: 20,9 % — особи молодші 18 років, 54,7 % — особи у віці 18—64 років, 24,4 % — особи у віці 65 років та старші. Медіана віку мешканця становила 43,5 року. На 100 осіб жіночої статі у селищі припадало 109,8 чоловіків;  на 100 жінок у віці від 18 років та старших — 112,5 чоловіків також старших 18 років.
Середній дохід на одне домашнє господарство  становив 43 386 доларів США (медіана — 38 409), а середній дохід на одну сім'ю — 48 375 доларів (медіана — 51 000). За межею бідності перебувало 31,5 % осіб, у тому числі 61,1 % дітей у віці до 18 років та 10,0 % осіб у віці 65 років та старших.
Цивільне працевлаштоване населення становило 45 осіб. Основні галузі зайнятості: оптова торгівля — 35,6 %, будівництво — 20,0 %, роздрібна торгівля — 13,3 %, фінанси, страхування та нерухомість — 11,1 %.